# Сенека (Південна Дакота)
Сенека (англ. Seneca) — місто (англ. town) в США, в окрузі Фок штату Південна Дакота. Населення — 22 особи (2020).

## Географія
Сенека розташована за координатами 45°3′39″ пн. ш. 99°30′33″ зх. д. / 45.06083° пн. ш. 99.50917° зх. д. (45.060804, -99.509165). За даними Бюро перепису населення США в 2010 році місто мало площу 1,08 км², уся площа — суходіл.

## Демографія
Згідно з переписом 2010 року, у місті мешкало 38 осіб у 16 домогосподарствах у складі 11 родини. Густота населення становила 35 осіб/км². Було 29 помешкань (27/км²).
Расовий склад населення:
| - 97,4 % — білих - 2,6 % — азіатів |

До двох чи більше рас належало 0,0 %. Частка іспаномовних становила 13,2 % від усіх жителів.
За віковим діапазоном населення розподілялося таким чином: 23,7 % — особи молодші 18 років, 55,2 % — особи у віці 18—64 років, 21,1 % — особи у віці 65 років та старші. Медіана віку мешканця становила 48,0 року. На 100 осіб жіночої статі у місті припадало 111,1 чоловіків; на 100 жінок у віці від 18 років та старших — 81,2 чоловіків також старших 18 років.
Цивільне працевлаштоване населення становило 8 осіб. Основні галузі зайнятості: освіта, охорона здоров'я та соціальна допомога — 37,5 %, сільське господарство, лісництво, риболовля — 37,5 %, роздрібна торгівля — 25,0 %.

## Персоналії
- Джудіт Евелін (1913—1967) — американська актриса.